# オリエンタルホテル東京ベイ

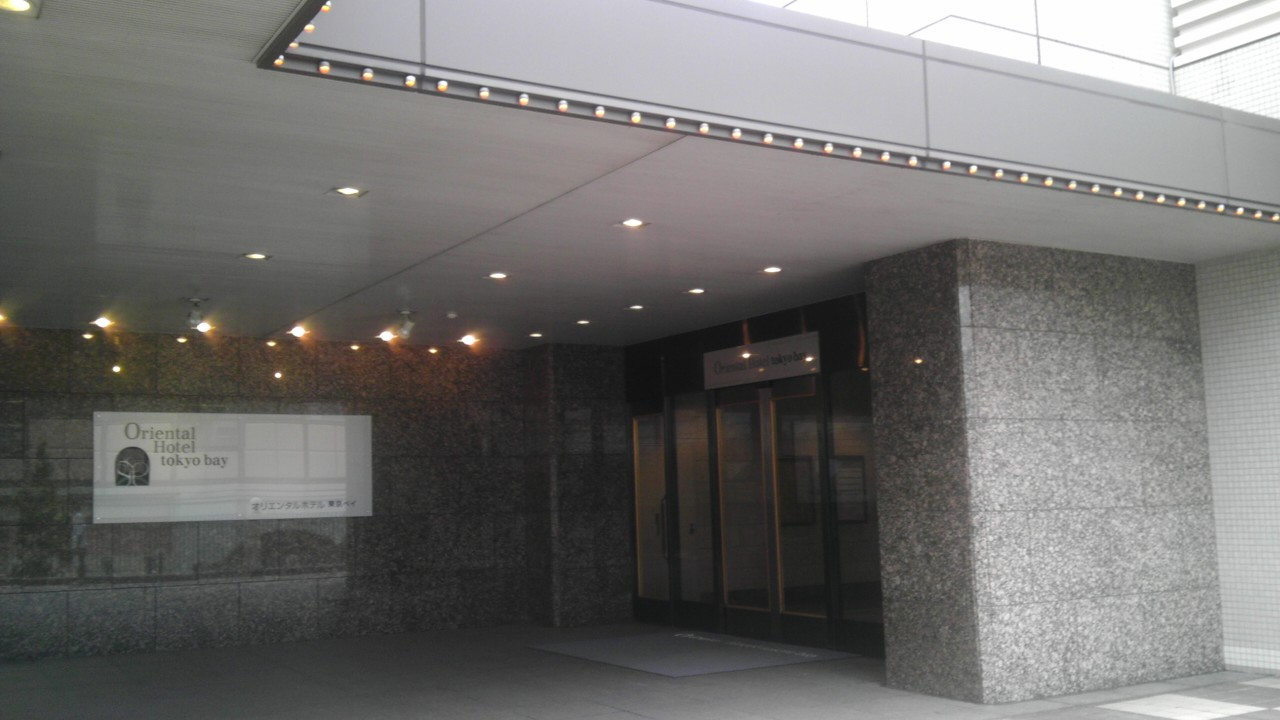
エントランス

オリエンタルホテル東京ベイ（オリエンタルホテルとうきょうベイ、英称:Oriental Hotel tokyo bay）とは、千葉県浦安市美浜にあるホテルである。東京ディズニーリゾート (TDR) ・パートナーホテルの一つ。

## 概要
長谷工コーポレーションが開発主体の「浦安AMCプロジェクト」の一角に所在する。1995年にダイエーにより関東初進出のオリエンタルホテル「新浦安オリエンタルホテル」として開業。ダイエーのリストラ策によりゴールドマン・サックス証券（GS）へ売却、2006年（平成18年）2月にGSが運営するジャパン・ホテル・アンド・リゾート投資法人（現：ジャパン・ホテル・リート投資法人）に譲渡され、2007年4月から現名称「オリエンタルホテル東京ベイ」へ変更となった。
「オリエンタルホテル」の名称からTDRの運営会社オリエンタルランド (OLC) の関係会社と誤解される事があるが、OLCとの資本的な関係はない。ただし、開発が行われるまでの当地周辺はOLCの社有地であった。

## 客室
3階から12階部分に511室ある。2023年に11・12階は「The Oriental Floor」としてリニューアルオープンしており、「オリエンタル・デラックス」や「オリエンタル・コンフォート」など広さや使用が異なる5タイプの客室がある。2024年の改装では10～7階のフロアを改装し、「Marin Floor（マラン・フロア）」として8月より順次販売を開始する。

## レストラン

### レストラン グランサンク
世界各国の料理をブッフェ形式での提供する。天ぷらや寿司、鉄板焼のライブパフォーマンスも魅力。2023年11月にブッフェエリアの拡充など全面リニューアルが完了している。

### 中国料理 チャイニーズテーブル
中国料理とデザートをビュッフェ形式で提供する。熱々の点心をはじめ、さまざまなメニューが楽しめる。

### HUB
イングリッシュパブ。毎週金曜日には外山喜雄とデキシー・セインツによるディキシーランド・ジャズライブ、毎月最終木曜日にはカントリー・ミュージック&ポップ・ミュージックライブが行われていた。

## ショップ

### コンビニエンスストア
2階にコンビニエンスストアのローソンが出店している。

### その他
2階アーケード
- 美容室「SeTT・SeTT」
- 美容室「フレンズ」
- 「LIANTIQUE（リアンティーク）」（洋菓子）
- ドレスサロン「フォーシス アンド カンパニー」

3階
- フォトスタジオ「Japan Create」

## 交通アクセス
- JR新浦安駅への交通アクセスは、歩道橋を介して徒歩1分。歩道橋は駅へ直結している。
- 成田空港・羽田空港からのリムジンバスが発着している。
- ホテルから東京ディズニーリゾート間は無料送迎バス「東京ディズニーリゾート・パートナーホテル・シャトル」が20分おき（朝夜は10分おき）に運行している。

## 駐車場
- 地下1、2階にある。地下2階には立体駐車機が設置されている区画がある。
- 宿泊利用客は、チェックインの当日から翌日のチェックアウトまで特別料金で利用できる。また、食事利用客や婚礼客はそれぞれに応じて無料サービス時間が設定されている。

## 宿泊者特典
ホテルに宿泊した場合、東京ディズニーリゾートに関して特典を受けることができる。東京ディズニーリゾート・パートナーホテル#宿泊者特典を参照。